# أنطونيو بيتيجرو
أنطونيو بيتيجرو (بالإنجليزية: Antonio Pettigrew) مواليد 1967 ، هو عداء أمريكي متخصص في الجري السريع. فاز بالميدالية الذهبية في بطولة العالم لألعاب القوى.

## الميداليات
| الميدالية | المسابقة                       |
| --------- | ------------------------------ |
| ذهبية     | بطولة العالم لألعاب القوى 1991 |
| فضية      | بطولة العالم لألعاب القوى 1991 |

## روابط خارجية
- أنطونيو بيتيجرو على موقع الاتحاد الدولي لألعاب القوى (الإنجليزية)
- أنطونيو بيتيجرو على موقع أوليمبيديا (الإنجليزية)